# МОГ Кърджали/Смолян
МОГ Кърджали/Смолян е дивизия, в която играят отбори от област Кърджали и област Смолян.  Шампионът на областта участва в баражи за влизане в Югоизточна аматьорска футболна лига. Дивизията е създадена през 2016 г. Преди нея е имало ОФГ Кърджали и ОФГ Смолян, но поради малкото отбори в лигите ги съединяват.

## „А“ МОГ Кърджали/Смолян
През сезон 2021/22 в лигата играят 6 отбора.

### Отбори 2021/22
- Върбица 2006 (Бенковски)
- Джебел 1928 (Джебел)
- Искра (Черноочене)
- Левски 2005 II (Крумовград)
- Родопи 1935 (Момчилград)
- ФК Рудозем (Рудозем)